# 哈里·巴恩斯
哈里·J·巴恩斯（英語：Harry J. Barnes，1945年7月25日—），美国NBA联盟前职业篮球运动员。他在1968年的NBA选秀中第4轮第37顺位被圣地亚哥火箭选中。